# Rommen (metrostation)
Rommen is een metrostation in de Noorse hoofdstad Oslo. Het station werd geopend op 17 maart 1974 en wordt bediend door de lijnen 4 en 5 van de metro van Oslo.